# Bernard Wesphael
Bernard Wesphael (Borgworm, 25 september 1958) is een Belgische oud-politicus bij de partij Ecolo en vervolgens van het door hem gestichte Mouvement de Gauche.

## Levensloop
Wesphael werd beroepshalve  onderwijzer. Van 1979 tot 1983 werkte hij in de jeugdbeschermingssector en van 1983 tot 1987 was hij milieuonderwijzer.
Als lid van de ecologische Amis de la Terre behoorde hij in 1980 tot de oprichters van de partij Ecolo. Van 1980 tot 1984 was hij vrijwillig secretaris van de provinciale coördinatie van Ecolo, van 1985 tot 1988 was hij secretaris van de partijafdeling in het arrondissement Luik en van 1987 tot 1992 was hij secretaris-generaal van de Jonge Europese Ecologisten. Van 1995 tot 1999 was hij secretaris van de Ecolo-afdeling van de provincie Luik.
Van 1987 tot 1999 was hij provincieraadslid van de provincie Luik en was er van 1991 tot 1999 fractieleider van zijn partij. Vervolgens zetelde hij van 1999 tot 2014 in het Waals Parlement en het Parlement van de Franse Gemeenschap. Van 1999 tot 2012 was hij de voorzitter van de Ecolo-fractie in het Waals Parlement. Van 2003 tot 2004 was hij in het Waals Parlement tevens de voorzitter van de commissie Binnenlandse Zaken, Openbaar Onderwijs en Lokale Bevoegdheden.
In 2005 was hij een van de belangrijkste tegenstanders van het Verdrag van Rome.
Begin 2012 stelde hij zich samen met Marie Corman kandidaat als co-voorzitter van Ecolo. Het duo kreeg ongeveer 15% van de 1249 geldige stemmen. Op 26 maart 2012 verliet hij de partij, vervolgens werd hij het hof gemaakt door verschillende politieke partijen, waaronder de PTB.
Op 20 april 2012 kondigde hij aan dat hij een nieuwe democratische, radicale ecologische, seculiere en burgerlijke 'linkse beweging' had opgericht onder de naam Mouvement de Gauche. Inspiratie haalde hij hiervoor bij de Franse Parti de Gauche van Jean-Luc Melenchon.
In 2017 richtte hij opnieuw een politieke beweging op: Mouvement pour la démocratie et la citoyenneté. Bij de lokale verkiezingen van 2018 wordt hij in Awans lijstduwer voor de lokale lijst Echos-Cit', die werd opgericht door Ecolo-dissidenten. De lijst behaalde geen enkele verkozene.

### Verdenking van moord en vrijspraak
Op 1 november 2013 werd Wesphael in Oostende aangehouden op verdenking van moord op zijn vrouw Véronique Pirotton, met wie hij een jaar eerder was getrouwd. Wesphael verklaarde dat zijn vrouw depressief was en zelfmoord had gepleegd, maar de autopsie toonde aan dat de vrouw met geweld om het leven is gekomen, wat door het parket van Brugge werd bevestigd.
Er vond een reconstructie van de gebeurtenissen plaats. Ondertussen dienden de advocaten van Wesphael een verzoek in bij het Waals Parlement en bij het Parlement van de Franse Gemeenschap, teneinde de arrestatie ongedaan te maken vanwege schending van de parlementaire onschendbaarheid. Het Waals Parlement besliste hier niet op in te gaan. Het Parlement van de Franse Gemeenschap nam eenzelfde besluit.
In augustus 2014 werd Wesphael voorlopig en onder voorwaarden vrijgelaten, in afwachting van zijn proces.
Op 5 mei 2015 besliste de Gentse kamer van inbeschuldigingstelling (KI) dat Wesphael zich voor het assisenhof in Bergen moest verantwoorden voor doodslag op zijn echtgenote Véronique Pirotton. Dit gebeurde op basis van Artikel 20 van de wet op het gebruik der talen in gerechtszaken (een wet daterend uit 1935).
Het assisenproces ging van start in Bergen medio september 2016.
Op 6 oktober 2016 werd Wesphael vrijgesproken van doodslag, omdat er redelijke twijfel bleef over de schuldvraag.
In oktober 2020 kreeg hij een schadevergoeding van 83.150 euro toegekend voor onder andere de 10 maanden die hij in voorlopige hechtenis doorbracht.